# Ryszard Muzaj
Ryszard Muzaj (ur. 1955 r.) – polski pieśniarz, wykonawca szant i autor piosenek o tematyce morskiej. Współtwórca programów radiowych i telewizyjnych o tematyce żeglarskiej. Wraz z Jerzym Porębskim, Markiem Szurawskim i Januszem Sikorskim współzałożyciel i wieloletni członek popularnej polskiej grupy szantowej Stare Dzwony.

## Życiorys
Współtwórca wielu programów radiowych i telewizyjnych (m.in. w latach 1992 - 1995 cykliczny program edukacyjny dla młodzieży "Kliper" realizowany przez współpracę z Radiem Szczecin). Żeglarz z zawodu i zamiłowania posiadający stopień jachtowego sternika morskiego. Ma na swoim koncie wiele rejsów turystycznych, ale pływał także zawodowo na flagowym żaglowcu ZHP Zawisza Czarny i na statku Polskiej Akademii Nauk Oceania w rejsach polarnych. W 1984 roku brał udział w akcji ratowania rozbitków z zatopionego w okolicach Bermudów brytyjskiego żaglowca Marques przyczyniając się m.in. do uratowania ośmiu osób. Uczestniczy jako wykonawca i juror we wszystkich znaczących festiwalach marynistycznych i szantowych w kraju i za granicą. Koncertował m.in. w Wlk. Brytanii, Holandii, Francji, Niemczech, Skandynawii, USA, Kanadzie. Laureat wielu nagród i wyróżnień - zespołowe Grand Prix 1983 na Shanties, indywidualne Grand Prix na Shanties 1999 r., zespołowe Grand Prix na Shanties 2000, a w roku 2003 na Pływającym Międzynarodowym Festiwalu Piosenki Morskiej.

"Wiatrak" w Świnoujściu zdobył tytuł "Bard Bałtyku". W grudniu 2002 roku obchodził 20-lecie zespołu uświetnione jubileuszowym koncertem w studiu im. Agnieszki Osieckiej w Warszawie transmitowanym na żywo przez Polskie Radio. Pisze, komponuje, nagrywa i koncertuje.

Występuje solowo, w duecie z Markiem Szurawskim lub w pełnym składzie zespołu "Stare Dzwony".

## Albumy
- Jesienne zwierzenia Wyd. SWIK Nasze Miasto Wrocław 2003. Utwory:

1. "Gdyński port"
2. "Jego świt"
3. "Wieloryby"
4. "Hej stary"
5. "Przemyślenia"
6. "Stary żaglowiec"
7. "Pożegnanie"
8. "Zielone dni"
9. "Biały żagiel"
10. "Emeryt"
11. "Jesienne zwierzenia"
12. "Ludzie moi posłuchajcie"

- Kartki z dziennika, Producent: Syn-Ton, Wykonawca:Muzaj Ryszard, Dystrybutor:Fonografika, Data premiery:1999-01-01, Nośnik:CD, Data nagrania:1999. Utwory:

1. "Kartki z dziennika"
2. "Zaufaj mi"
3. "Gdym pierwszy raz"
4. "Ballada o Jakubie"
5. "Dorszowe żniwa"
6. "Zimowe marzenia"
7. "List"
8. "Popłyńmy na country"
9. "Przemijanie"
10. "Życiorys morzem pisany"
11. "A my jak ptaki"
12. "Kołysanka dla W."
13. "Popłyńmy tam"